# Brothers in Arms (singel)
Brothers in Arms – ballada rockowa brytyjskiego zespołu Dire Straits, napisana przez Marka Knopflera i pochodząca z albumu o tym samym tytule.
Album, z którego pochodzi ten utwór, był jednym z największych bestsellerów lat 80., a tytułowa piosenka także zdobyła wielką popularność. W Polsce jedenastokrotnie (stan na rok 2020) zajęła pierwsze miejsce w „Topie Wszech Czasów” „Trójki”. Wideoklip ilustrujący tę piosenkę jest czarno-białym filmem rysunkowym o silnej wymowie antywojennej. Był to pierwszy utwór wydany na singlu kompaktowym w Wielkiej Brytanii.
Piosenka została wykorzystana w wielu filmach i programach telewizyjnych, m.in. w serialach Policjanci z Miami, Na południe i Prezydencki poker, a także w filmie Zawód: Szpieg.
W maju 2007 wydano nową wersję tego utworu, zyski ze sprzedaży nagranego na żywo singla zostały przeznaczone dla organizacji charytatywnej „South Atlantic Medal Association” pomagającej weteranom wojny o Falklandy.

## Inne wersje
- W 1992 roku cover piosenki z tekstem w języku chorwackim, pt. „U oružju brat” wydała grupa Najbolji hrvatski tamburaši (ex Zlatni dukati)[6].
- W 2010 roku cover piosenki z polskim tekstem pt. „Bracia krwi” nagrał Grzegorz Markowski.